# صفاییه (پاکدشت)
صفاییه یک روستا در ایران است که در بخش شریف‌آباد شهرستان پاکدشت در استان تهران واقع شده‌است. صفاییه ۹۰ نفر جمعیت دارد.

## جمعیت
این روستا در دهستان کریم‌آباد قرار دارد و براساس سرشماری مرکز آمار ایران در سال ۱۳۸۵، جمعیت آن ۹۰ نفر (۱۸ خانوار) بوده‌است.